# Game One
Game One – telewizyjny blok poświęcony grom komputerowym, emitowany od 20:00 do 0:00 jako uzupełnienie oferty programowej nieistniejącej już stacji MiniMax. Stacja powstała 1 sierpnia 1999. 1 września 2001 GameOne przekształcił się w Hyper.